# Willy Schmelcher
Willy Schmelcher (Eppingen, 25 oktober 1894 - Saarbrücken, 15 februari 1974) was een Duitse officier en SS-Gruppenführer en Generalleutnant in de politie tijdens de Tweede Wereldoorlog. Hij was ook chef van de Technische Nothilfe.

## Leven
Op 25 oktober 1894 werd Willy Schmelcher geboren in Eppingen. Zijn vader was de meester glazenmaker Jacob Schmelcher (geboren 15 maart 1858 Eppingen - 17 december 1896 Eppingen) en zijn vrouw Regina Schmelcher (geboortenaam Hartmann) (geboren 11 april 1862 Eppingen). In 1911 sloot hij succesvol de Realschule af. Schmelcher studeerde tot 1914 aan de bouwschool in Stuttgart.

### Eerste Wereldoorlog
Op 3 augustus 1914 nam Schmelcher als Pionier deel aan de Eerste Wereldoorlog. Hij werd geplaatst in het 1. Rekrutendepot van het Badische Ersatz Pioner Btn Nr 14. Bij deze eenheid bleef hij tot 1 oktober 1914, hierna werd hij overgeplaatst naar het 3./Badische Pioner Btn Nr 14. Op 30 januari 1915 raakte hij gewond. Voor zijn herstel werd Schmelcher geplaatst in het 2./Ersatz Pioner Btn Nr 14. Op 17 juli 1915 werd hij bevorderd tot Unteroffizier (Sergeant). Na zijn bevordering werd Schmelcher overgeplaatst naar het 1./Ersatz Pioner Btn Nr 14. Hierna werd hij vanaf 20 oktober 1915 tot 14 maart 1916 ingezet in het Minenwerfer Kie 312. Op 1 maart 1916 werd Schmelcher bevorderd tot Offizier-Aspirant.
Van 31 januari 1917 tot 8 februari 1917 was hij ziek, en kon niet aan het front ingezet worden. Op 17 augustus 1916 werd Schmelcher bevorderd tot Vizefeldwebel. Hierna volgde zijn bevordering tot officier. Op 3 maart 1918 raakte hij voor de tweede keer gewond. Hierdoor raakte hij voor 25% invalide, maar hij herstelde weer. Na zijn herstel werd hij geplaatst in het Minenwerfer Ersatz Rgt Markendorf. Hierna werd Schmelcher weer teruggeplaatst naar het  Minenwerfer Kie 312. Op 25 september 1918 raakte hij voor de derde keer gewond, en raakte daarna op 27 september 1918 in Brits krijgsgevangenschap. Schmelcher werd op januari 1920 weer vrijgelaten uit zijn krijgsgevangenschap. Daarna nam hij op 1 februari 1920 ontslag uit het Deutsches Heer.

### Interbellum
Na zijn eindexamen van de middelbare school in Stuttgart in 1920, studeerde hij civiele techniek. Tijdens zijn studie in 1920/1921 was hij lid van het studentenkorps Borussia Stuttgart. Vanaf 1920 tot 1928 was Schmelcher lid van de Bund Wiking. Op 1 oktober 1924 werd hij bevorderd tot Oberleutnant der Reserve in de Reichswehr. In 1925 behaalde Schmelcher zijn diploma aan de technische hogeschool in Stuttgart als ingenieur. Vervolgens bereidde hij zich voor op dienst in de weg- en waterbouwkunde op de ministeriële afdeling van Württemberg in Stuttgart. In 1927 slaagde hij voor zijn staatsexamen om regeringsbouwmeester te worden in de civiele techniek. Vanaf 1927 werkte Schmelcher in Neustadt an der Weinstraße, eerst bij een water- en rioleringsvereniging, vanaf 1932 bij een bouwmachinebedrijf. Op 1 juni 1928 werd hij lid van de Nationaalsocialistische Duitse Arbeiderspartij (NSDAP). Schmelcher werd ook meteen lid van de Sturmabteilung. Vanaf 1929 tot 1934 behoorde hij tot de NSDAP-fractie in de gemeenteraad van Neustadt, en werd tot voorzitter gekozen.
Voor de SA was Schmelcher vanaf 1928 tot 1 augustus 1930 Gauführer van Baden. Hij werd in de SA nog bevorderd tot SA-Standartenführer (kolonel) voordat hij die verliet. Op 17 juni 1930 werd Schmelcher lid van de Schutzstaffel (SS). HIj werd als SS-Mann ingeschaald. De maand daarop werd hij bevorderd tot SS-Truppführer (sergeant). Hij werd gecommandeerd naar de SS-Trupp Neustadt, en werd benoemd tot commandant van de SS-Sturm 103. Op 30 januari 1931 volgde zijn bevordering tot SS-Sturmführer (tweede luitenant). In september 1932 benoemde de gouwleider Josef Bürckel de "meer volgzame" Schmelcher als commandant van de 10. SS-Standarte in Kaiserslautern. De voorganger van Schmelcher, Theodor Eicke, werd vervangen in de nasleep van de "Pirmasens-bomaffaire". Hij diende tot 10 juli 1935 als commandant van de 10. SS-Standarte. Op 20 april 1933 werd Schmelcher bevorderd tot SS-Standartenführer (kolonel).
Op 26 mei 1934 trouwde Schmelcher met Hilde Berg. Het echtpaar kreeg vier kinderen: drie dochters en een zoon.
In maart 1933 na de overname van de macht door de nationaalsocialisten, werd Schmelcher fractievoorzitter van de NSDAP in Paltser districtsraad, en bekleedde dit ambt tot 1937. In november 1933 werd hij gekozen voor de Rijksdag. Daar zat hij tot einde van de Tweede Wereldoorlog. Vanaf 1 maart 1935 tot 8 januari 1942 bekleedde Schmelcher de functie van hoofdcommissaris van politie in Saarbrücken. Hierna volgde zijn bevordering tot SS-Oberführer. Na de Anschluss van Oostenrijk in het voorjaar van 1938, was hij plaatsvervangend districtsverkiezingsfunctionaris voor de NSDAP in Neder-Oostenrijk. Schmelcher werd aan de staf van de SS-Abschnitt XXIX toegewezen. Kort hierna diende hij in de 13e compagnie in het 3e bataljon van het 57e Infanterieregiment van de Heer. Na zijn militaire dienst, werd hij toegevoegd aan de staf van de SS-Oberabschnitt Südwest. Hierna werd Schmelcher overgeplaatst naar de staf van de SS-Oberabschnitt Rhein.  Vanaf 30 maart 1937 tot 8 mei 1937 diende hij voor korte tijd in het 70e infanterieregiment van de 36e Infanteriedivisie. Op 1 maart 1938 werd Schmelcher bevorderd tot Hauptmann der Reserve.
Vanaf 5 december 1938 tot 15 mei 1944 werkte hij in het SD-Hauptamt. Op 1 maart 1939 werd hij overgeplaatst naar het Grenz Pioner Btn 13, daar hij commandant van de 1e compagnie benoemd.

### Tweede Wereldoorlog
Na de Duitse bezetting van Frankrijk, was Schmelcher met de waarneming van de functie als hoofdcommissaris van politie in Metz belast. Hierna was hij werkzaam als SS- und Polizeiführer (SSPF) van Tschernigow en Shitomir.
In 1940 was hij Chef der Zivilverwaltung in het gebied van het I. Armeeoberkommando.
Op 10 september 1943 nam hij de functie van chef van de SS-Gruppenführer Hans Weinreich van het Technische Nothilfe in het Hauptamt Ordnungspolizei over. Op 9 november 1943 werd Schmelcher bevorderd tot SS-Gruppenführer en Generalleutnant in de politie.
Vanaf 15 mei 1944 tot 8 mei 1945 was hij onderdeel van de Persönlicher Stab Reichsführer-SS. In december 1944 trad hij als plaatsvervanger op van de HSSPF "Warth" met zijn kantoor in Poznań.

## Na de oorlog
Na de oorlog werd Schmelcher door de geallieerden geïnterneerd. In januari 1949 werd hij uiteindelijk gedenazificeerd als Minderbelasteter.
Vanaf 1954 tot 1962 was hij medewerker van de afdeling voor de civiele verdediging van het ministerie van Binnenlandse zaken van het Saarland.
Over het verdere verloop van zijn leven is niets bekend. Op 15 februari 1973 stierf Schmelcher in Saarbrücken.

## Carrière
Schmelcher bekleedde verschillende rangen in zowel de Sturmabteilung als Allgemeine-SS. De volgende tabel laat zien dat de bevorderingen niet synchroon liepen.
| Datum                                                | Deutsches Heer       | Staatsdienst         | Reichswehr               | Sturmabteilung      | Allgemeine-SS       | Heer                  | Politie                          |
| ---------------------------------------------------- | -------------------- | -------------------- | ------------------------ | ------------------- | ------------------- | --------------------- | -------------------------------- |
| 3 augustus 1914                                      | Kriegsfreiwilliger   | —                    | —                        | —                   | —                   | —                     | —                                |
| 17 juli 1915                                         | Unteroffizier        | —                    | —                        | —                   | —                   | —                     | —                                |
| 1 maart 1916                                         | Offizier-Aspirant    | —                    | —                        | —                   | —                   | —                     | —                                |
| 17 augustus 1916                                     | Vizefeldwebel        | —                    | —                        | —                   | —                   | —                     | —                                |
| 12 juli 1917                                         | Leutnant der Reserve | —                    | —                        | —                   | —                   | —                     | —                                |
| (met Patent van 1 oktober 1924)                      | —                    | —                    | Oberleutnant der Reserve | —                   | —                   | —                     | —                                |
| 1927                                                 | —                    | Regierungsbaumeister | —                        | —                   | —                   | —                     |                                  |
| 1928 - 1 augustus 1930                               | —                    | —                    | —                        | SA-Standartenführer | —                   | —                     | —                                |
| 17 juni 1930                                         | —                    | —                    | —                        | —                   | SS-Anwärter         | —                     |                                  |
| 17 juni 1930 (met ingang van 15 juni 1930)           | —                    | —                    | —                        | —                   | SS-Mann             | —                     | —                                |
| 27 juli 1930 (met ingang van 25 juli 1930)           | —                    | —                    | —                        | —                   | SS-Truppführer      | —                     | —                                |
| 30 januari 1931                                      | —                    | —                    | —                        | —                   | SS-Sturmführer      | —                     | —                                |
| 9 september 1932                                     | —                    | —                    | —                        | —                   | SS-Sturmhauptführer | —                     | —                                |
| 24 december 1932 (met ingang van 10 september 1932)  | —                    | —                    | —                        | —                   | SS-Sturmbannführer  | —                     | —                                |
| 24 april 1933 (met ingang van 20 april 1933)         | —                    | —                    | —                        | —                   | SS-Standartenführer | —                     | —                                |
| 1 maart 1935                                         | —                    | —                    | —                        | —                   | —                   | —                     | Kommissarischer Polizeipräsident |
| 20 september 1935 (met ingang van 15 september 1935) | —                    | —                    | —                        | —                   | SS-Oberführer       | —                     | —                                |
| 19 december 1935                                     | —                    | —                    | —                        | —                   | —                   | —                     | Polizeipräsident                 |
| 1 maart 1938                                         | —                    | —                    | —                        | —                   | —                   | Hauptmann der Reserve | —                                |
| 31 december 1941                                     | —                    | —                    | —                        | —                   | —                   | —                     | Oberst der Polizei               |
| 16 september 1942                                    | —                    | —                    | —                        | —                   | SS-Brigadeführer    | —                     | Generalmajor in de politie       |
| 9 november 1943 (met RDA van 9 november 1943)        | —                    | —                    | —                        | —                   | SS-Gruppenführer    | —                     | Generalleutnant in de politie    |

## Lidmaatschapsnummers
- NSDAP-nr.: 90 783[13][14][23] (lid geworden 1[5][7] juni 1928)
- SS-nr.: 2648[13][14][23] (lid geworden 17 juni 1930[5][7])

## Onderscheidingen
Selectie:
- IJzeren Kruis 1914, 1e Klasse[1][23] (5 maart 1918[5][8][13][22]) en 2e Klasse[1][23] (21 januari 1916[5][13][22])
- Herhalingsgesp bij IJzeren Kruis 1939, 1e Klasse[13] (1 november 1943[5][6]) en 2e Klasse[13] (20 januari 1940[5][22])
- Gewondeninsigne 1918[1] in zilver[8][23] in 1918[5][22]
- Kruis voor Oorlogsverdienste, 1e Klasse[13] (30 januari 1943[5][6]) en 2e Klasse[13] (1 september 1942[5][6]) met Zwaarden
- Orde van Verdienste (Hongarije) aan oorlogslint met Zwaarden op 20 september 1943[5]
- Ereteken van de Luchtbescherming, 2e Klasse in 1940[5][22]
- Gouden Ereteken van de NSDAP[13] (nr.90783[24])in 1934[5][22]
- Karl-Friedrich medaille van Verdienste[19] in zilver op 20 oktober 1915[5][22]
- Ridder der Tweede Klasse in de Orde van de Leeuw van Zähringen met Zwaarden[1] op 25 juli 1918[5][22]